# Eugen Mörike

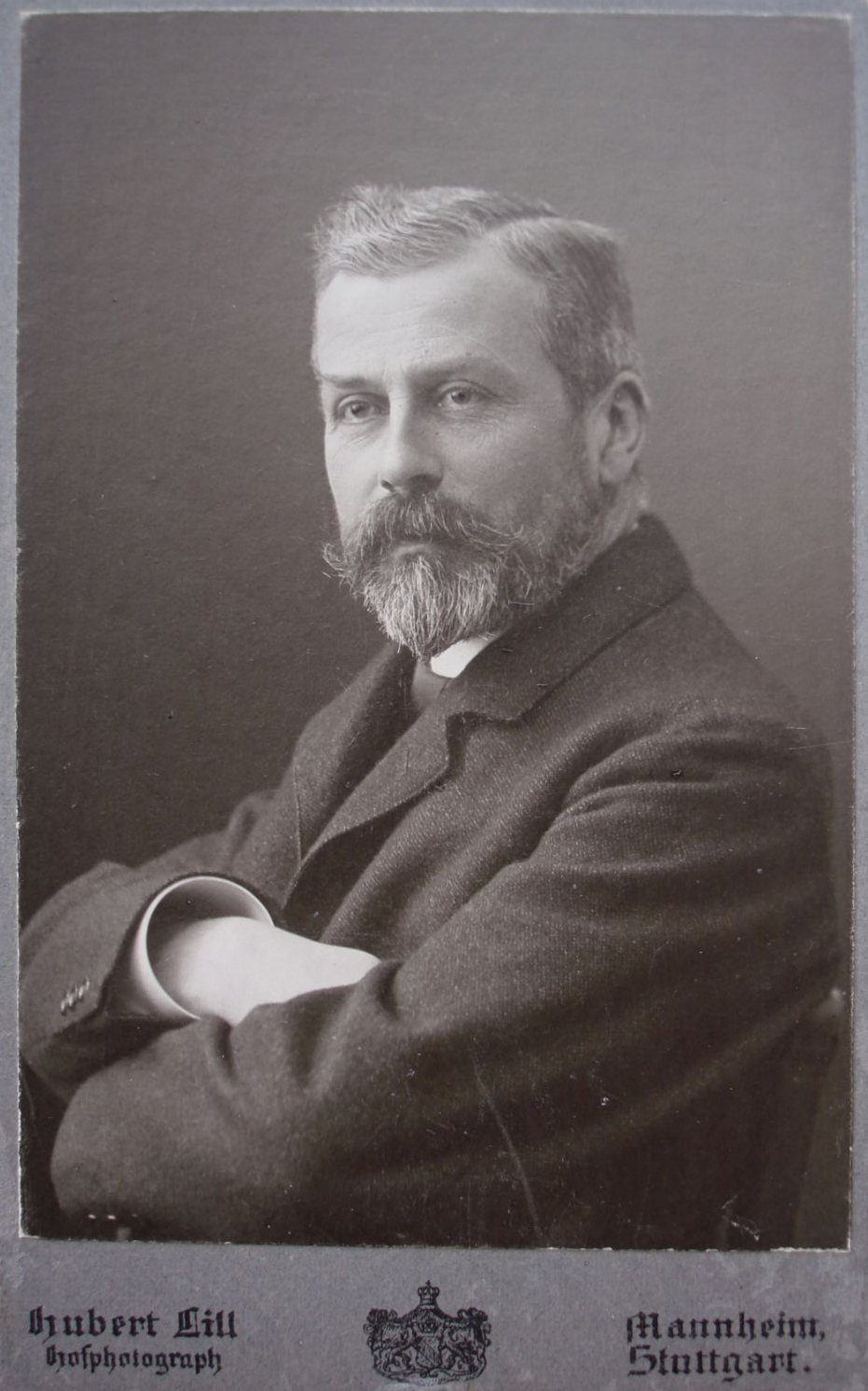

Eugen Hermann Mörike (* 21. August 1854 in Göppingen; † 27. Februar 1936 in Stuttgart) war ein württembergischer Bauingenieur und Politiker.

## Leben
Eugen Mörike war der Sohn des Bauingenieurs Theodor Wilhelm Mörike (1825–1863) in Göppingen und der Ottilie Rosalie Marie geb. Werner (1827–1919). 1886 heiratete er Marie Gaupp (1860–1931), sie hatten vier Kinder: Gertrud, Richard, Hedwig und Elsbeth. Allerdings starb Elsbeth bereits zwei Tage nach der Geburt.
Mörike war Regierungsbaumeister mit dem Titel Oberbaurat. Er unterrichtete als Professor an der TH Stuttgart. Von 1905 bis 1907 wurde er zum Rektor der Hochschule gewählt, 1919 emeritiert.
Von 1907 bis 1912 gehörte er als Vertreter der TH Stuttgart dem württembergischen Landtag an. Er war vom Akademischen Senat zum Nachfolger des ausgeschiedenen Jakob Johann von Weyrauch gewählt worden.